# Michaelskirche (Salzburg)

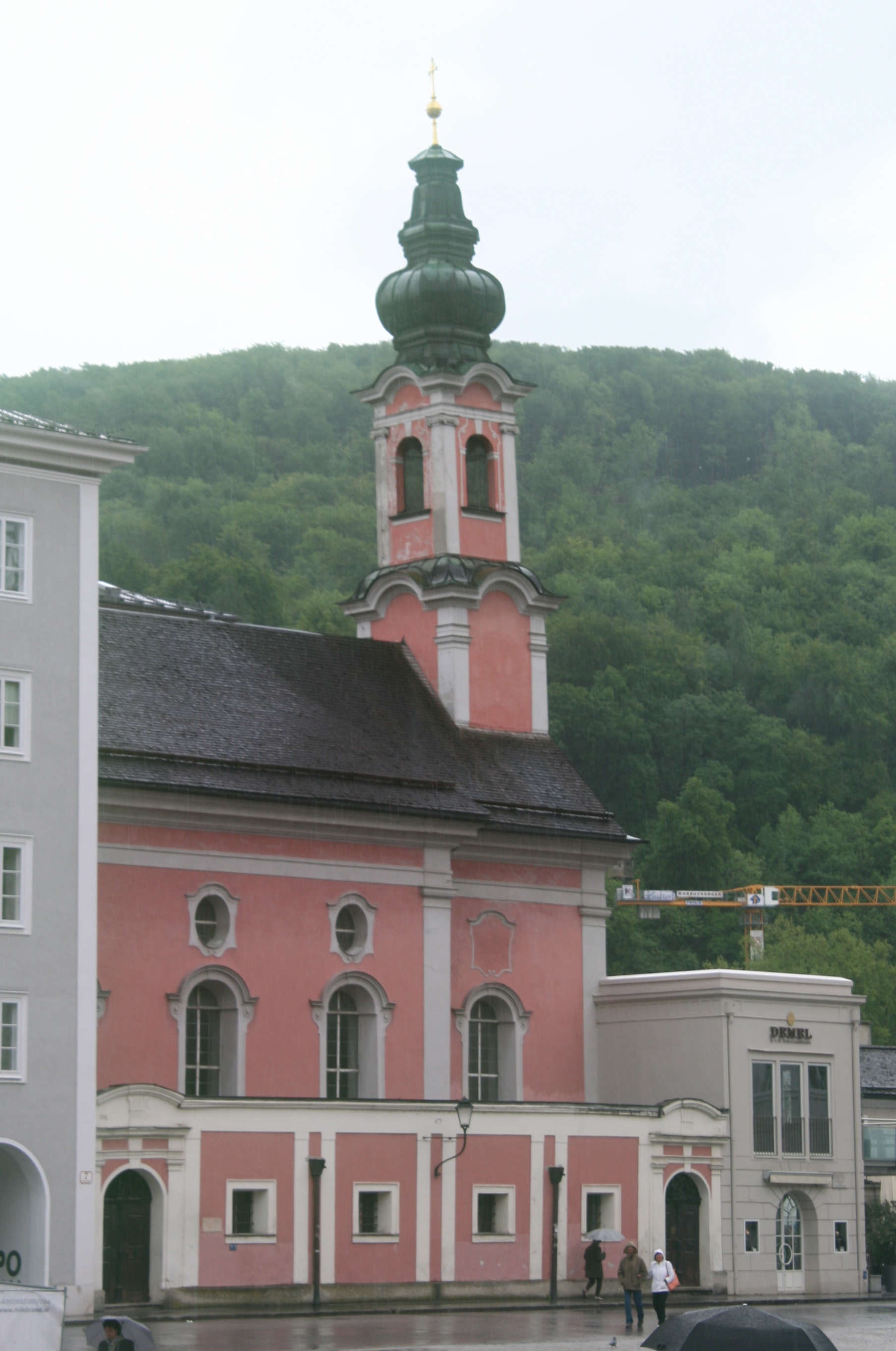
Ansicht vom Residenzplatz

Die römisch-katholische St.-Michaels-Kirche, eine Filialkirche zu Ehren des Erzengels Michael (29. September), gehört zum Stift Sankt Peter und ist die älteste bis heute bestehende Kirche der Stadt Salzburg. Sie liegt zwischen dem Waagplatz und dem Residenzplatz in der Salzburger Altstadt.
Das lange Quergebäude an der Ostseite der Kirche war vor der Mitte des 17. Jahrhunderts eine sogenannte Schranne, eine gemeinsame Verkaufsstelle, hier der Bäcker für Brot. Im ersten Stock wohnte später die Familie Trakl, Georg Trakl verbrachte hier seine Kindheit und Jugend, während sein Vater Tobias Trakl im Parterre eine Eisenwarenhandlung betrieb. Seit 1925 wird das Objekt mit der Anschrift Waagplatz 3 als Café genutzt.

## Geschichte
Die Ursprünge der Kirche reichen in die Zeit der Karolinger zurück. In der heute vollständig verbauten Nordseite sind bis heute fünf römische Reliefs eingebaut, ein weiteres Relief mit Dionysos und Ariadne und zwei Sarkophag-Bruchstücke befinden sich heute im Salzburg Museum.
Die Michaelskirche diente zuerst den Agilolfingern als Pfalzkapelle.
Sie wurde neben der bayrischen Pfalz, dem herzoglichen Verwaltungssitz der Agilolfinger und dem ältesten Gerichtssitz der Stadt, der Schranne genannt war, errichtet.
Seit etwa 780 bis ins 12. Jahrhundert war die Michaelskirche zugleich kaiserliche Pfalzkapelle und Pfarrkirche der Bürgerschaft. So besaß sie folgerichtig zwei Zugänge und zwei voneinander vollständig getrennte Stockwerke. Der obere Stock war für den Kaiser und sein Gefolge bestimmt und besaß seinen direkten Zugang von der angrenzenden Kaiser-Pfalz. (Der letzte Rest dieser Pfalz ist der Romanische Saal, Waagplatz 4, aus dem 12. Jahrhundert). Das untere Stockwerk mit seinem Eingang vom Marktplatz aus war für die Bürger der Stadt bestimmt. Nach Verlegung des alten Marktplatzes und später des Gerichtssitzes lag das Kirchlein im späteren Mittelalter nicht mehr im Mittelpunkt des Bürgerlebens. 1189 wurde die Pfarrei auf die Liebfrauenkirche (spätere Franziskanerkirche) übertragen, 1635 an den Dom.
Die Kirche wurde in der Folge mehrmals umgebaut. Zuletzt geschah dies 1767–1778 im Auftrag von Abt Beda Seeauer, wobei sie dem Zeitgeschmack entsprechend wieder neu ausgestaltet wurde. Damals (1770) entstanden auch die Rokokostuckaturen der Gewölbe und der Fenstereinfassungen, die von Benedikt Zöpf geschaffen wurden. Die Fresken in den stuckgerahmten Bildfenstern stammen von Franz Xaver König. Sie stellen die Krönung Mariens, den Erzengel Michael und einen Engelchor, den Namen Gottes verehrend dar. Das zierliche große Lunettengitter der Kirche wurde 1771 von Philipp Hinterseer geschaffen.

## Altäre
Die Altäre sind aus Untersberger- und Adneter Marmor hergestellt, ebenso das Speisgitter und andere Einrichtungsgegenstände. Der heutige Hochaltar stammt aus der Mitte des 17. Jahrhunderts und wurde 1770 von Johann Högler verändert. Das Altarblatt, das um 1650 entstand, zeigt einen Höllensturz: Erzengel Michael stürzt Luzifer (hier: Satan). Das Oberbild mit dem hl. Benedikt wurde 1770 hinzugefügt.
Die Seitenaltäre wurden ebenfalls von Johann Högler um 1770 gestaltet, wobei die Altarbilder jeweils von Franz Xaver König stammen. Das linke Seitenaltarbild zeigt Mariæ Verkündigung (durch den Engel Gabriel), der Auszugs-Tondo Simon Petrus. Im rechten Bild des Seitenaltars ist der Erzengel Raffael mit Tobias zu sehen, im Tondo darüber Paulus von Tarsus.
Zum Abschluss der Innenrestaurierung (2015) ließen die Verantwortlichen einen Ambo (seither auf der Epistelseite) und einen Volksaltar schaffen, die transparent gestaltet sind. Am 28. September 2015 wurde dieser Altar von Erzabt Korbinian (Dr. Korbinian Birnbacher OSB) konsekriert.

## Krippe
In der Kirche ist während hoher kirchlicher Festtage ein Kleinkunstwerk zu bewundern: hinter einer Glaswand eine große Kastenkrippe. In ihr werden dem Jahreskreis entsprechend biblische Szenen gezeigt: Verkündigung des Engels, Herbergssuche, Jesu Geburt, Anbetung der Könige, Flucht nach Ägypten, letztes Abendmahl, Kreuzigung, Tod und Auferstehung Jesu können betrachtet werden. Diese Krippe entspringt dem Geist des Barock und seiner vielfältigen Traditionen. Seit dem Ende des 16. Jahrhunderts gibt es erste solche Krippen in Salzburg. Die konkreten Krippenfiguren dieser Kirche wurden aber erst 1950 vom Klosterpförtner Bruder Pius Hochreiter und vom Salzburger Krippenkünstler Josef Klampfer in Erinnerung an frühere Bräuche geschaffen.

## Orgel
Die Orgel stammt von Johann Rochus Egedacher, der sie 1770 mit vier Registern aufstellte. 1974/75 wurde sie unter der künstlerischen Beratung von Gerhard Croll (Salzburg) und Hans Nadler (Bregenz) von Herbert Gollini restauriert, wobei er die Register Copel 8', Flöte 4' und Oktave 2' rekonstruieren musste, da nur mehr das Prospekt-Register Principal 4' erhalten geblieben war.

Michaelskirche
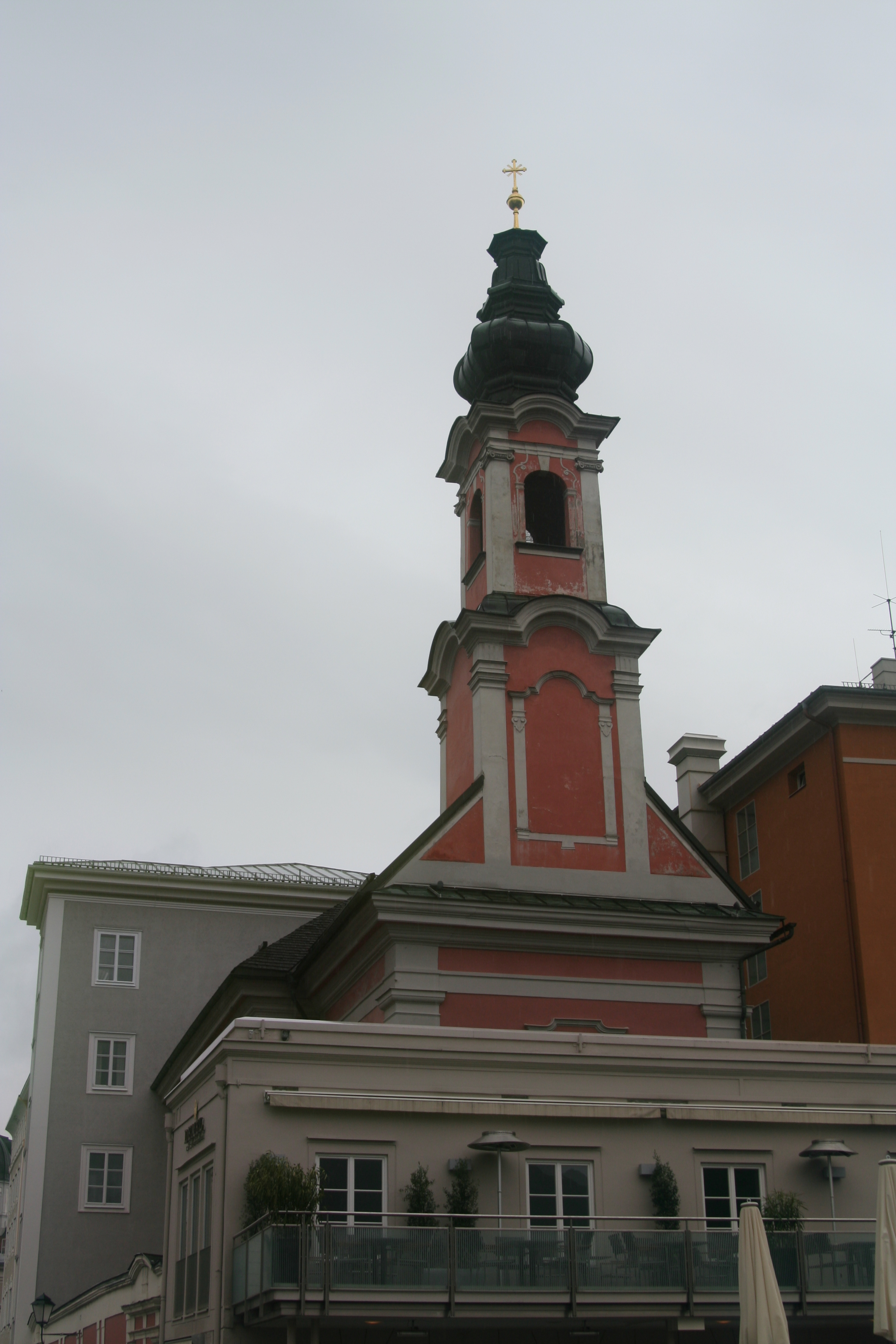
Ansicht vom Mozartplatz
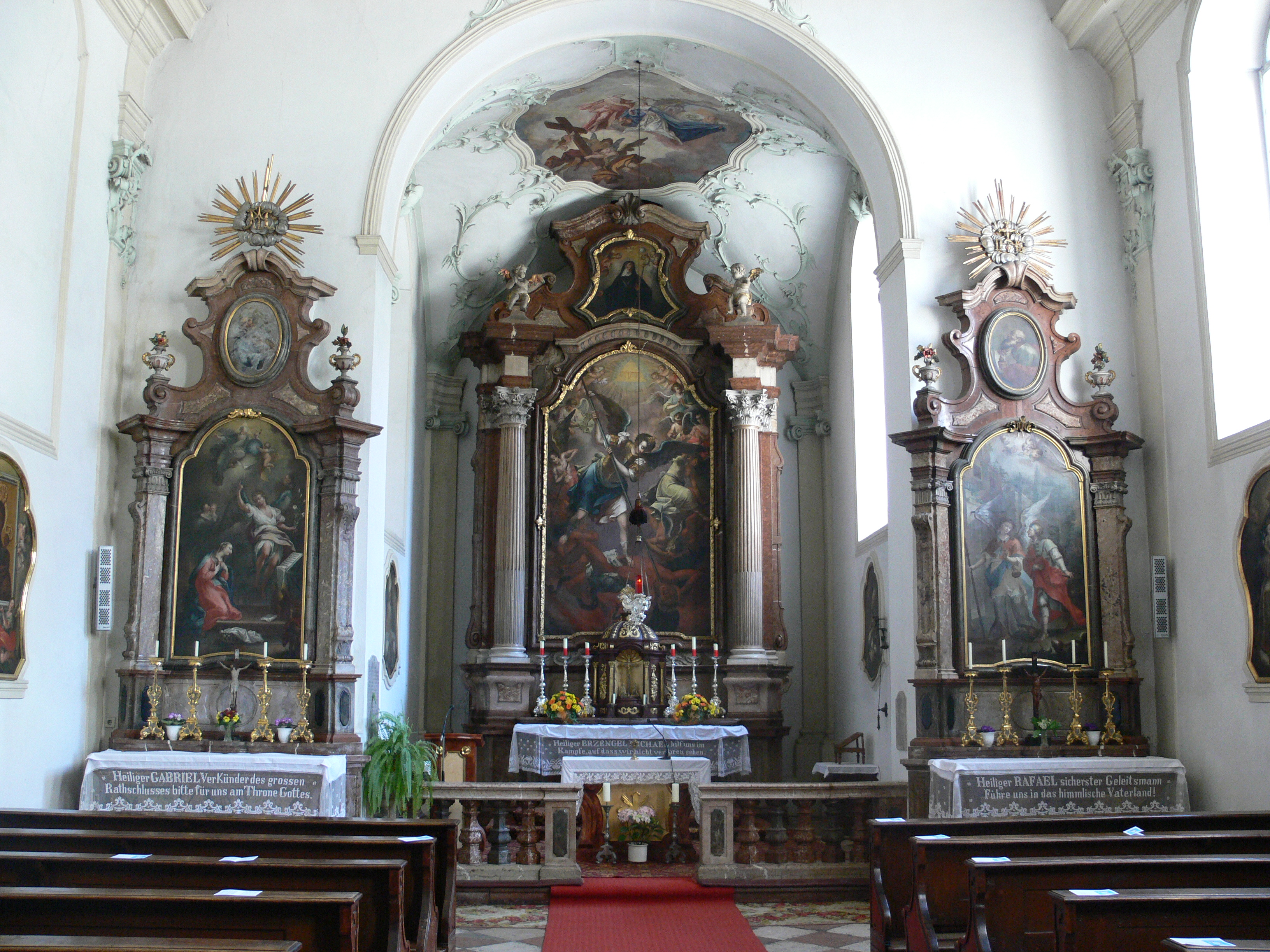
Altäre
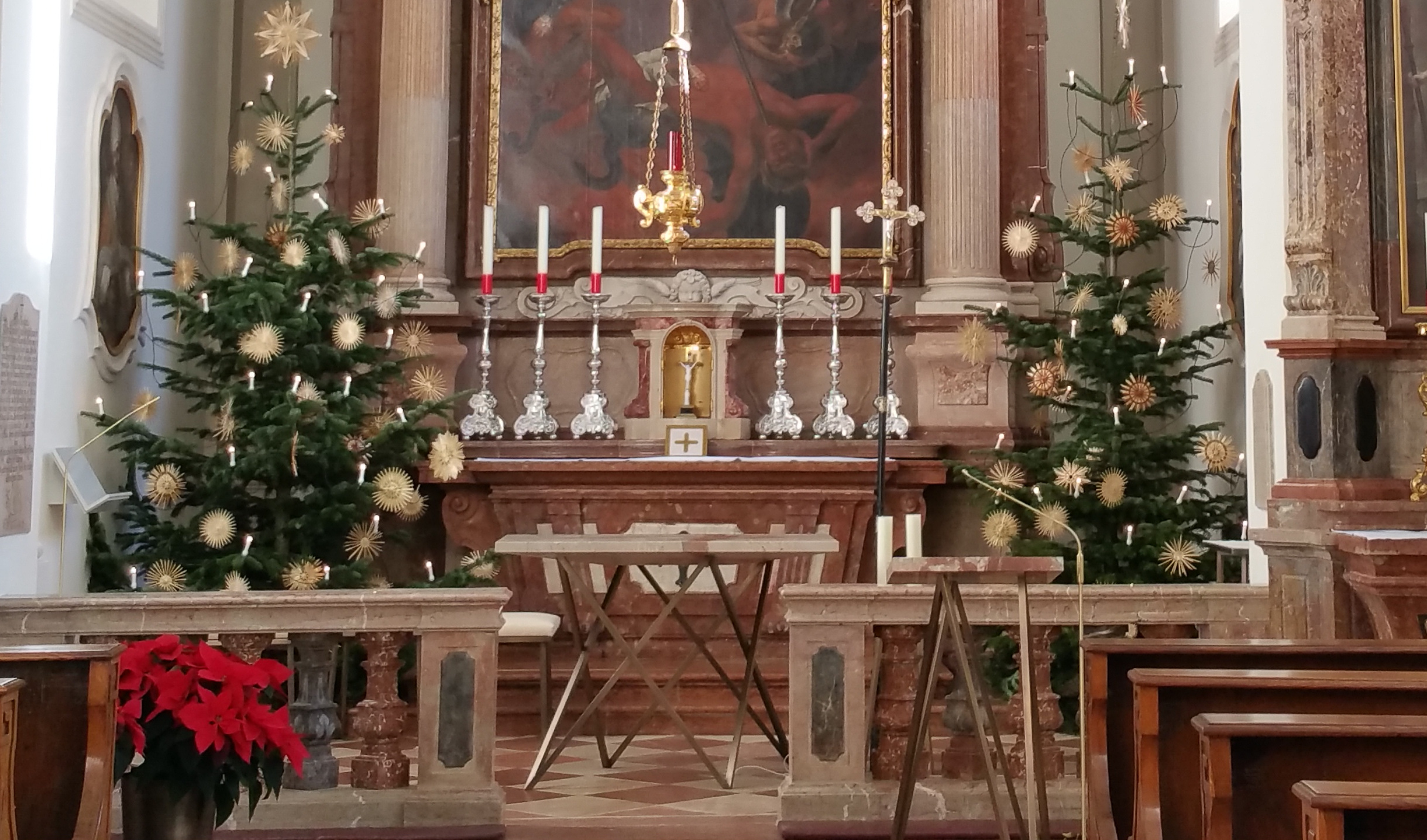
Volksaltar und Ambo von 2015
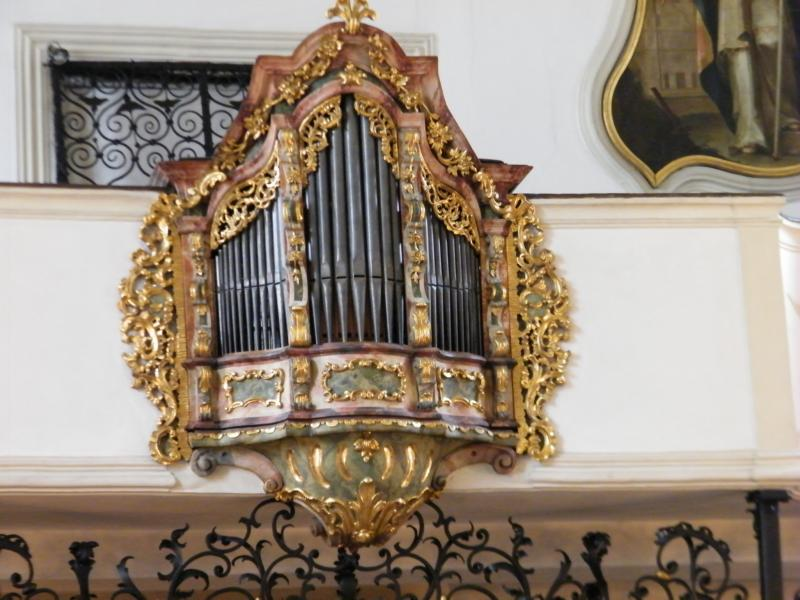
Rochus Egedacher-Orgel
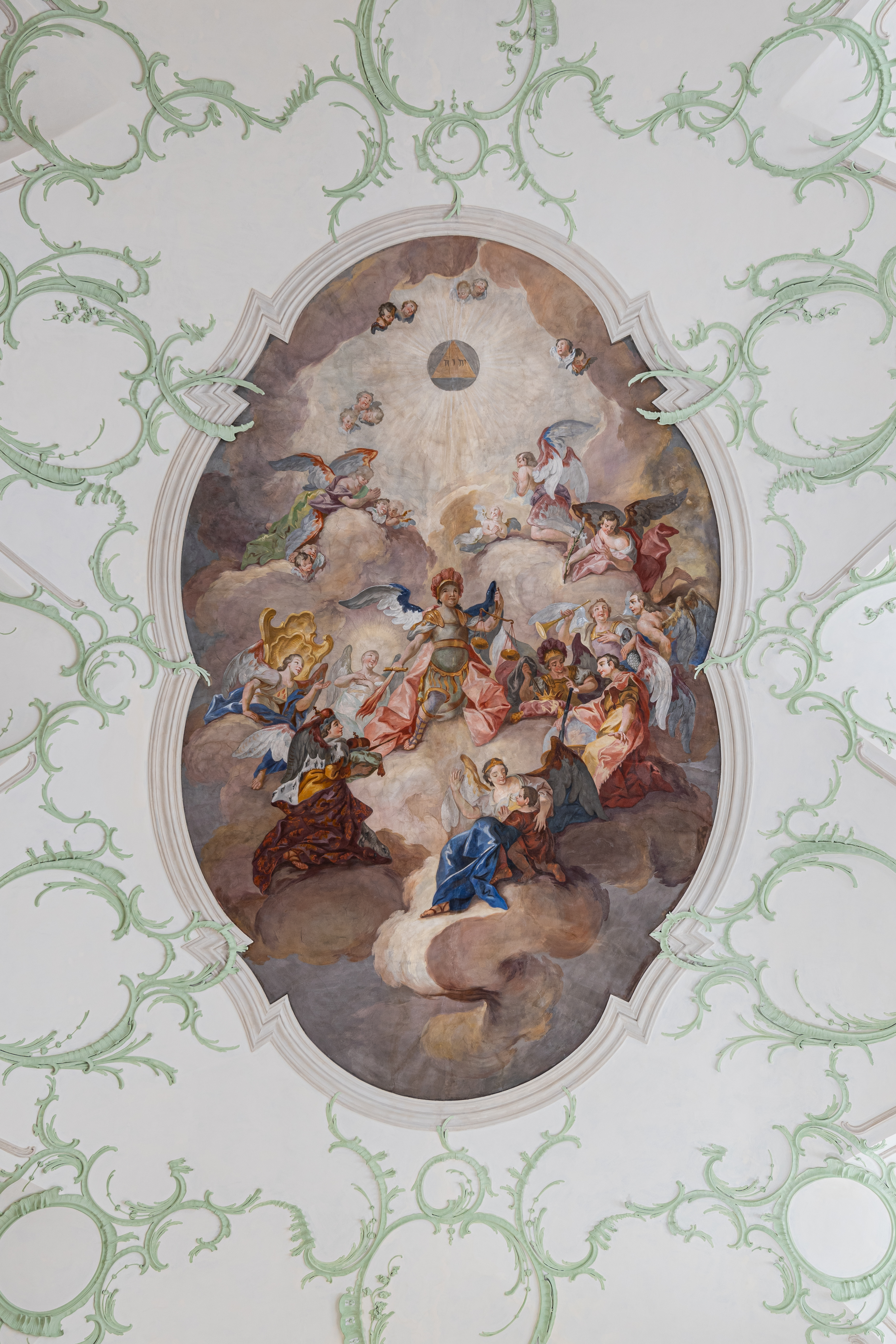
Franz Xaver König (1770): Verehrung des Namen Gottes durch den Erzengel Michael und die neun Chöre der Engel, mit Seelenwaage und Flammenschwert.